# Cantonment
Cantonment – miasto w Stanach Zjednoczonych, w stanie Floryda, w hrabstwie Escambia.